# أليوت د. كولمان
أليوت د. كولمان (بالإنجليزية: Elliot d'Evereaux Coleman)‏ هو شريف وسياسي أمريكي، ولد في 1 مايو 1881 في الولايات المتحدة، وتوفي في 26 مايو 1963 بفيريدي في الولايات المتحدة. حزبياً، نشط في الحزب الديمقراطي.